# 오르테
오르테(이탈리아어: Orte)는 이탈리아 라치오주 비테르보도에 위치한 코무네다. 로마로부터 북쪽 60km, 비테르보로부터 동쪽 24km 거리에 있다.

## 같이 보기
- 이탈리아의 로마 가톨릭 교구 목록